# Steve Matthew
Steve Matthew (Massachusetts, 7 september 1953) is een voormalig Amerikaans honkballer.
Matthew was een linkshandige eerste honkman. Hij speelde in 1975 met zijn team Springfield College twee wedstrijden in Nederland en besloot een jaar later naar Nederland te verhuizen waar hij kon gaan spelen in de hoofdklasse bij de Diemense club Giants. Hij zou dertien jaar lang voor Giants uitkomen als eerste honkman. Na zijn actieve honkballoopbaan bleef hij actief binnen de sport. Tussen 1990 en 1996 was hij deel van het begeleidingsteam van het Nederlands honkbalteam en sinds 2003 verzorgt hij de scouting ervoor.